# Filipstad (comune)
Filipstad è un comune svedese di 10 545 abitanti, situato nella contea di Värmland. Il suo capoluogo è la cittadina omonima.

## Località
Nel territorio comunale sono comprese le seguenti aree urbane (tätort):
- Filipstad
- Lesjöfors
- Nordmark
- Nykroppa
- Persberg